# Hedychium wardii
Hedychium wardii är en enhjärtbladig växtart som beskrevs av Cecil Ernest Claude Fischer. Hedychium wardii ingår i släktet Hedychium och familjen Zingiberaceae. Inga underarter finns listade i Catalogue of Life.